# Lincosamida
Lincosamidas são uma classe de antibióticos que inclui a lincomicina, clindamicina e a pirlimicina.